# Fritz Husmann (Maler)

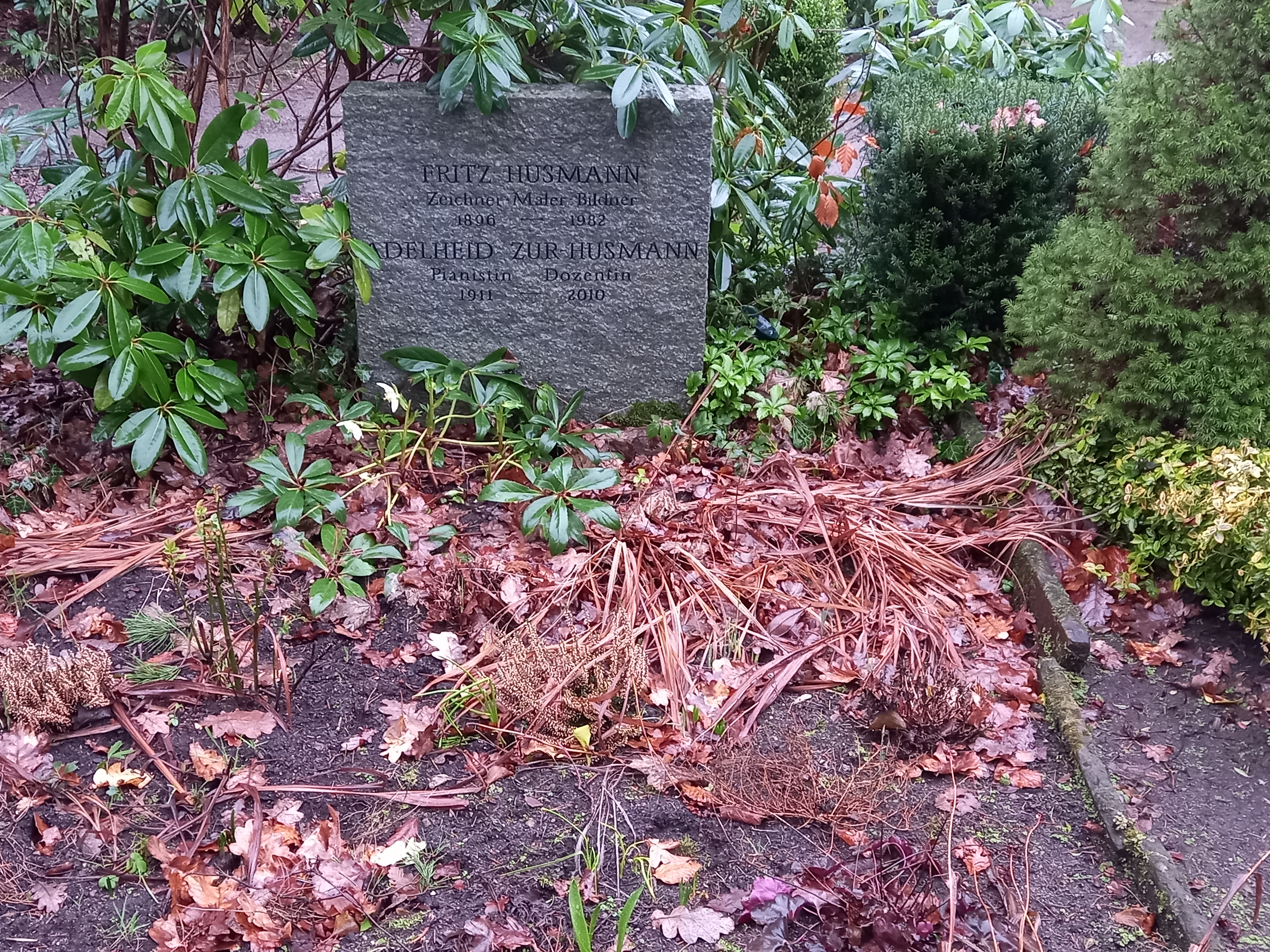
Das Grab von Fritz Husmann und seiner Ehefrau, der Pianistin Adelheid Zur, auf dem Friedhof Blankenese in Hamburg

Fritz Husmann (* 15. Oktober 1896 in Bremen; † 12. Januar 1982 in Hamburg) war ein deutscher Maler und Grafiker.

## Leben und Werk
Fritz Husmann besuchte die Volksschule in Bremen und absolvierte danach eine Lehre zum Dekorationsmaler. Im Ersten Weltkrieg diente er auf dem Balkan und in Frankreich. Als Kriegsgefangener wurde er nach England gebracht. Nach Rückkehr aus der Kriegsgefangenschaft zog er 1920 nach Hamburg und besuchte dort zwei Jahre lang die Handwerker- und Kunstgewerbeschule Altona. Anschließend arbeitete Husmann für fünf Jahre als Raumgestalter, er malte Innenräume von Schulen, Wohngebäuden, Friedhofskapellen und anderen staatlichen Gebäuden.
1931 verlor Husmann im Zuge der Weltwirtschaftskrise die Arbeit und begann, als freier Künstler zu wirken. Als Erwerb fertigte er Pressezeichnungen an. Nach Kriegsende war Husmann Gründungsmitglied in der Künstlervereinigung „Der Baukreis“. Er nahm mit seinen Grafiken und Theaterzeichnungen an einer Reihe von Gruppenausstellungen teil, so u. a. 1953 in der DDR an der Dritten Deutschen Kunstausstellung in Dresden.
Ab 1950 lehrte er an der Hamburger Volkshochschule. Zwischen 1956 und 1965 erhielt er eine Reihe von Aufträgen im Rahmen des Programms „Kunst am Bau“, unter anderem Wandgestaltungen in den Schulen Bahrenfelder Straße und Heidstücken sowie der Gewerbeschule Richardstraße. Daneben erstellte er Altarbilder für Hamburger Kirchen. 1956 wurde er mit dem Edwin-Scharff-Preis ausgezeichnet.
Husmann war mit der Pianistin Adelheid Zur verheiratet. Aus der Ehe gingen zwei Söhne hervor, der eine wurde Dirigent (Mathias Husmann, * 1948), der andere Kunsterzieher.